# Audi A1
Audi A1  je automobil njemačke tvornice Audi i proizvodi se od 2010. godine. On se izrađuje na istoj platformi, kao i aktualni VW Polo i Seat Ibiza.

## Varijante karoserije
Ponajprije će Audi A1 izići isključivo u dvovratnoj hatchback izvedbi, u veljaći 2011. godine trebao bih izići Audi S1 sa 132 kW (180 ks). Krajem 2010. godine trebala se bih predstavljati peterovratna Sportback izvedba. Konačna odluka o cabrioletu još ne postoji

## Varijante opreme
- Attraction:  radio, el. podesivi vanjski retrovizori, el. podizači stakla i sjedalo vozača podesivo po visini
- Ambition:  naplaci od 16 cola, svijetla za maglu, ukrasni dijelovi u imitaciji aluminija, sportska sjedala, sportsko kožno kolo i putno računalo

## Tehnički podaci
Audi A1 se proizvodi na platformi PQ25 kao i VW Polo V i Seat Ibiza IV.
Oko 2011. godine će se proizvoditi i električni pogon Audi A1 e-tron  s autonomijom do 50 km. Njegova snaga je kod 75 kW  (102 PS) i ima maksimalan broj okretaja od 240 Nm. U trajnom   pogonu snaga se reducira na 45 kW (61 PS). U 10,2 sekunda automobil je na 130 km/h.

### Motori
Benzin
| Model                     | Obujam cm³                | Max. snaga kW (ka) pri min-1 | Max. broj okretaja Nm pri min-1 | Vmax                      | Proizvodnja               |                           |
| Redni motori s 4 cilindra | Redni motori s 4 cilindra | Redni motori s 4 cilindra    | Redni motori s 4 cilindra       | Redni motori s 4 cilindra | Redni motori s 4 cilindra | Redni motori s 4 cilindra |
| ------------------------- | ------------------------- | ---------------------------- | ------------------------------- | ------------------------- | ------------------------- | ------------------------- |
| 1.2 TFSI                  | 1197                      | 63 (86) / 4800               | 160 / 1500-3500                 | 180 km/h                  | od 04/2010.               |                           |
| 1.4 TFSI                  | 1390                      | 90 (122) / 5000              | 200 / 1500-4000                 | 203 km/h                  | od 04/2010.               |                           |
| 1.4 TFSI                  | 1390                      | 136 (185) / 6200             | 200 / 2000-4500                 | 227 km/h                  | od 11/2010.               |                           |

Diesel
| Model                     | Obujam cm³                | Max. snaga kW (ka) pri min-1 | Max. broj okretaja Nm pri min-1 | Vmax                      | Proizvodnja               |                           |
| Redni motori s 4 cilindra | Redni motori s 4 cilindra | Redni motori s 4 cilindra    | Redni motori s 4 cilindra       | Redni motori s 4 cilindra | Redni motori s 4 cilindra | Redni motori s 4 cilindra |
| ------------------------- | ------------------------- | ---------------------------- | ------------------------------- | ------------------------- | ------------------------- | ------------------------- |
| 1.6 TDI                   | 1598                      | 66 (90) / 4200               | 230 / 1500–2500                 | 182 km/h                  | od 04/2011.               |                           |
| 1.6 TDI                   | 1598                      | 77 (105) / 4400              | 250 / 1500–2500                 | 190 km/h                  | od 06/2010.               |                           |

## Prototipovi

### A1 metroproject quattro
2007. godine na Tokyo Motor Showu bio je predstavljen prvi konceptni automobil, A1 metroproject quattro.
Koncept je imao četiri sjedala i novi hibridni   pogonski sustav. Ima TFSI motor od 1.4 L koji razvija 148 KS (110,4 kW)  kojipokreće prednje kotače putem 6-stupanjskog S-Tronic ručnog mjenjača, dok električni motor od 40 KS (29,8 kW) daje snagu na stražnje kotače. Električni motor može dati 200 Nm okretnog momenta. A1 Metroproject quattro može ići brzinom od oko 100 kilometara,   a autonomija mu je do 100 km s jednom punjenjem od svojih litij-ionsih baterija,  koje smanjuje potrošnju goriva do 15%. A1 metroproject quattro ubrzava od 0-100 km/h za 7,8 sekundi
- Audi A1 metroproject quattro sprijeda
- Audi A1 metroproject quattro straga

### A1 sportback concept
Audi je predstavio drugi A1 koncept automobil na Paris Motor Showu u listopadu 2008. A1 Sportback concept  je redizajnirani metroproject quattro s petero vrata. Kao i ranije A1 Sportback concept ima hibridni pogon, s istim benzinski motor 1.4 L i S-tronic mjenjačem s dvostrukom spojkom, plus 20 kW (27 KS), 150 Nm električni motor. Međutim električni motor ima pogon na prednje kotače, a ne straga. A1 sportback concept ubrzava od 0-100 km/h za 7,9 sekundi i ima prosječnu emisiju CO2  oko 92 g/km. A1 Sportback zadržava dimenzije Metroproject quattro osim malo veće dužine na 3,99 m.
- Audi A1 sportback concept sprijeda
- Audi A1 sportback concept straga

## Vanjske poveznice
- Službene stranice Audija  Arhivirana inačica izvorne stranice od 21. travnja 2010. (Wayback Machine)